# Мельник Віктор Мирославович
Мельник Віктор Мирославович (21 вересня 1996, Київ, Україна) — український політолог, історик права, перекладач. Кандидат політичних наук. Засновник і редактор наукового журналу «Аннали юридичної історії». Викладач кафедри політології Київського національного університету імені Тараса Шевченка.
Автор наукових праць із політичної та культурної антропології, візантиністики, римського публічного права. Фахівець із міжнародно-правового статусу Ватикану, історії міжнародно-правових доктрин Риму та Візантії, історії середньовічних політичних учень.

## Біографія
Закінчив Вінницьку школу №1 та Вінницьку музичну школу №1 за класом фортепіано. Закінчив Київський національний університет імені Тараса Шевченка (філософський та юридичний факультети).
У 2020 р. захистив дисертацію на здобуття наукового ступеня кандидата політичних наук — «Політична антропологія в окцидентальному та орієнтальному вимірах (порівняльний аспект)». Науковий керівник — доктор філософських наук, професор Федір Кирилюк.
З 2017 р. редагує журнал «Аннали юридичної історії».
Науково-популярна книга Віктора Мельника «Оборонні укріплення міста Вінниці», згідно з рейтингом Вінницької обласної універсальної наукової бібліотеки, увійшла до переліку «Топ-5 книг, які найкраще розкажуть про історію Вінниці» (2019).

## Праці

#### Монографії
- Мельник В. М. У полоні інтерпретацій. Політична антропологія між Сходом і Заходом[6]. Монографія. Вінниця: «Нова книга», 2020. 280 с. ISBN 978-966-382-495-6
- Навіщо нам податки? Держава як спільний бізнес. За редакцією Н. М. Ковалко та В. М. Мельника[27]. Київ: Столична правова фундація, 2019. ISBN 978-617-7544-31-8
- Мельник В. М. Еволюція міжнародно-правового статусу Ватикану: історія, сьогодення, українські акценти[28]. Монографія. Вінниця: ТОВ «Меркьюрі-Поділля», 2017. 192 с. ISBN 978-966-2696-91-2

#### Коментовані переклади
- Мельник В. М. Шляхи загублених народів: королівство гепідів, його сусіди та римсько-візантійський світ Подунав’я. Історичний нарис із перекладом поеми Ласло Араня «Битва гунів» (1873). // Всесвіт. Незалежний літературно-мистецький та громадсько-політичний журнал. 2023. № 5-8. С. 384-441.
- Мельник В. М. Парадокси античного та середньовічного спадку Південної Італії: фрагмент Беневентської хроніки ХІІ століття. // Всесвіт. Незалежний літературно-мистецький та громадсько-політичний журнал. 2023. № 1-4. С. 242-297.
- Мельник В. М. Окситанська ідентичність і творчість тулузького єпископа Фолькета Марсельського. // Всесвіт. Незалежний літературно-мистецький та громадсько-політичний журнал. 2022. № 9-12. С. 305-356.
- Мельник В. М. Ватиканський манускрипт Маріана Скота: давній світ в образах римсько-ірландської історіографії. // Всесвіт. Незалежний літературно-мистецький та громадсько-політичний журнал. 2021. № 9-12. C. 159-199.
- Мельник В. М. Повернення із ХІІ століття. Александр Неккам та його спадщина. // Всесвіт. Незалежний літературно-мистецький та громадсько-політичний журнал. 2020. № 11-12. С. 226-247.
- Мельник В. М. Ангулемські аннали: аквітанська хроніка ІХ-ХІ століть. // Всесвіт. Незалежний літературно-мистецький та громадсько-політичний журнал. 2020. № 3-4-5-6. С. 203-213.

## Нагороди
- 2016 — «Відкриття року» Національної спілки журналістів України за «цикл науково-популярних книжок»[29].
- 2020 — лавреат премії журналу «Всесвіт» «Ars Translationis» («Мистецтво перекладу») імені Миколи Лукаша[30][31][32]. Редакція журналу «Всесвіт» зауважила: «Премія присуджена Віктору Мельнику за переклад із середньовічної латини аквітанської хроніки ІХ-ХІ ст. „Ангулемські аннали“ та коментарі до неї у № 3-4-5-6 за 2020 р. та переклад із середньовічної латини фрагментів філософського трактату „Про природу речей“ та поеми „Похвала Божественній мудрості“ Александра Неккама (Королівство Англія, 1157—1217) та коментарів і статті до них у № 11-12 за 2020 р.»[33][32].